# Hemistola tenuilinea
Hemistola tenuilinea là một loài bướm đêm trong họ Geometridae.